# 샌드위치 백작
샌드위치 백작(Earl of Sandwich)은 잉글랜드 귀족인 백작의 지위이다. 작위 이름은 켄트주 샌드위치에서 유래한다. 1660년에 에드워드 몬태규 경이 작위를 받으면서 시작되었다.

## 역사

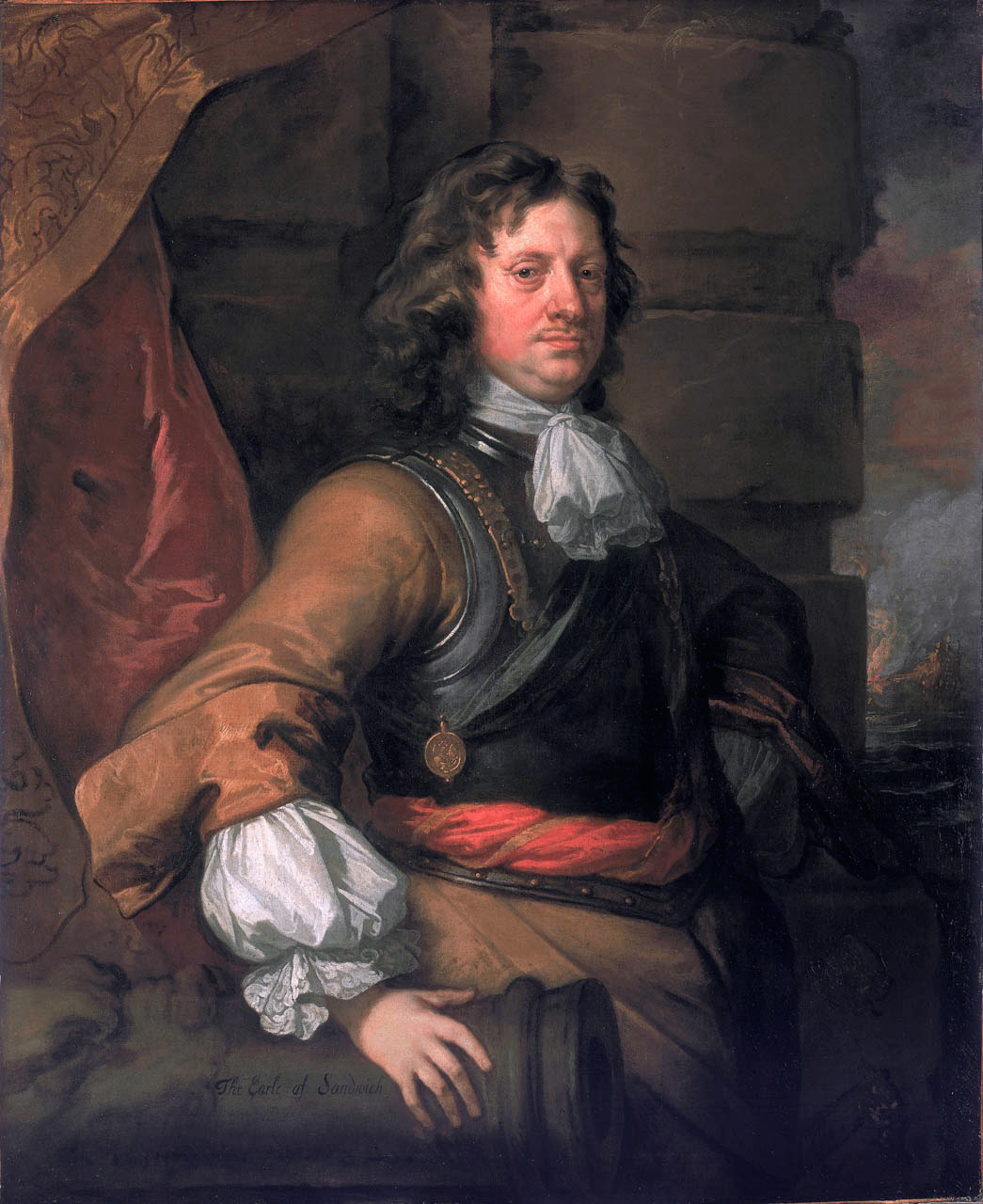
초대 샌드위치 백작 에드워드 몬태규 (피터 렐리 경 그림, 1666년)

초대 백작 에드워드 몬태규(1625년 - 1672년)는 보턴의 초대 몬태규 남작 에드워드 몬태규(몬태규 공작가의 시조)와 초대 맨체스터 백작 헨리 몬테규(맨체스터 공작 가문의 선조)의 막내에 해당하는 시드니 몬태규 경의 아들이며, 따라서 몬태규 가문의 분류에 해당한다.
당초 그는 육군 보병 장교였지만, 청교도 혁명 때 의회파에 소속되었고, 제1차 영국-네덜란드 전쟁에서 해군의 신설 칭호인 해군 제독으로 잉글랜드 연방 함대를 지휘했다. 왕정복고 때 지방에 은둔하고 있었지만, 선임 총괄 제독이었던 스코틀랜드 주둔군 사령관인 조지 몽크를 따라 왕당파로 돌아서 함대를 이끌고 찰스 2세를 맞이했다. 그 공으로 1660년 7월 12일에 잉글랜드 귀족 작위인 샌드위치 백작(Earl of Sandwich), 힌칭브룩 자작(Viscount Hinchingbrooke), 헌팅던 주에서 세인트 니오친의 몬태규 남작(Baron Montagu, of St Neotsin the County of Huntingdon)에서 작위를 받았다. 그 후, 제2차 영국-네덜란드 전쟁에서 함대를 이끌고 있지만, 공금 남용 의혹을 받아 의회의 압력으로 전보 당했다. 제3차 영국-네덜란드 전쟁에서 다시 함대의 지휘했지만 소울베이 해전에서 전사했다.
제4대 백작 존 몬태규가 샌드위치를 고안하였다. 초대 백작의 아들인 2대 백작 에드워드 몬태규(1644년 - 1689년)는 도버에서 선출된 서민원 의원, 포르투갈 주재 영국 대사를 거쳐 헌팅던셔와 캠브리지셔의 통감(Lord Lieutenant ; 지사)을 맡았다. 그가 사망하고 아들 에드워드 몬태규(1670년 – 1729년)가 3대 백작이 되었다. 3대 백작은 아들보다 오래했기 때문에 3대 백작 사후 손자인 존 몬태규(1718년 - 1792년)가 제4대 백작이 되었다. 4대 백작은 저명한 정치인, 제1해군경과 북부 담당 국무장관을 맡았다. 그는 제임스 쿡의 탐험 항해를 지원한 것으로 알려져 있고, 하와이 제도의 옛 이름인 ‘샌드위치 제도’와 남대서양의 사우스샌드위치 제도는 그를 기념하여 이름이 붙여진 것이다. 또한 그에 관한 유명한 음식인 샌드위치의 발명은 그가 도박에 미쳐 밥도 먹지 않고 도박을 하던 나머지 그의 하녀가 그가 도박을 하던중 간단히 먹기위해 빵사이에 생존에 필요한 영양분을 공급하기 위한 치즈, 베이컨 등을 끼워 가져다 줬고 같이 도박하던 그의 친구들이 그모습을 보고 자신들의 하녀에게 샌드위치를 만들도록 시킨것이 기원이다.
4대 백작의 아들인 5대 백작 존 몬태규(1744년 - 1814년)는 블랙레이와 헌팅던셔에서 선출된 서민원 의원이자, 왕실 담당 시종장(Vice-Chamberlain of the Household) 벅하운드 관리 장관(Master of the Buckhounds) 등 역임했다. 그 아들인 6대 백작 조지 존 몬태규(1773년 - 1818년)는 토리당 소속으로 헌팅던셔에서 선출된 서민원 의원을 지냈다.
그 아들인 7대 백작 존 윌리엄 몬태규(1811년 - 1884년)는 헌팅던셔 선출 서민원 의원 외에도 보수당의 제 14대 더비 백작 에드워드 스미스 - 스탠리의 1차 내각에서 젠틀맨 앳 암즈 의장(Captain of the Honourable Corps of Gentlemen-at-Arms)으로, 2차 내각에서 다시 벅하운드 관리 장관(Master of the Buckhounds)로 공직에 있었으며, 이외에도 헌팅던셔 통감이기도 했다.
그 아들인 8대 백작 에드워드 조지 헨리 몬테규(1839년 - 1916년)는 헌팅던 선출 보수당 소속 서민원 의원과 헌팅던셔 통감을 맡았다. 그는 평생 독신으로 자녀가 없었기 때문에 동생인 빅터 알렉산더 몬태규 해군 소장의 아들인 조지 찰스 몬태규(1874년 - 1962년)에게 9대 백작을 물려줬다. 9대 백작도 조상과 마찬가지로 헌팅던셔 선출 서민원 의원이나 헌팅던셔 통감을 지냈다.
9대 백작의 장남 (알렉산더) 빅터 몬태규(1906년 – 1995년)는 작위를 물려받기 전인 1941년부터 1962년까지 남부 도싯 선출 보수당 서민원 의원을 역임하고 있었다. 아버지가 사망하면서 작위를 물려받고 귀족원 의원이 되었다. 그는 1964년 7월 24일에 작위를 일시적으로 포기했지만, 서민원으로 돌아가지는 못했다.
현재 백작 위를 유지하고 있는 것은 10대 백작의 장남으로 11대 백작 존 에드워드 홀리스터 몬태규(1943년 -)로 1995년부터 작위를 물려받았다. 그는 1999년 귀족원법이 통과된 이후에도 의석을 유지한 90명의 세습 귀족원 의원 중 한 사람으로 교섭단체는 중립성향(Crossbencher)에 속한다. “얼 오브 샌드위치”라는 샌드위치 가게 1호점을 2004년 3월 19일에 월트 디즈니 월드 리조트의 디즈니 스프링스에서 문을 열었다. 이후, 플래닛 할리우드의 창업자인 포버트 얼이 출자해 미국에 체인점을 확장하고, 런던과 디즈니랜드 파리에도 체인점을 열었다.

## 저택

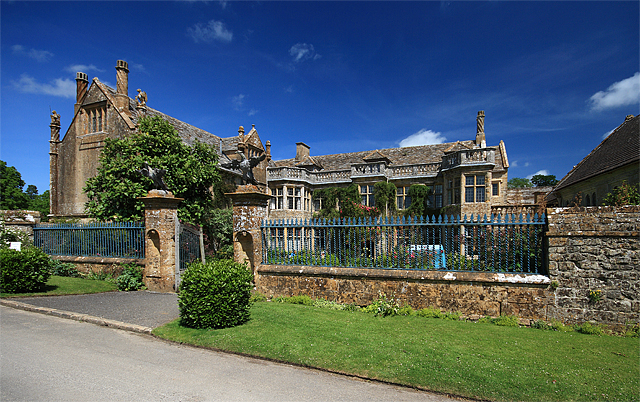
마퍼튼 하우스

샌드위치 백작 집안의 저택은 도싯 주 마퍼튼 하우스이다. 또한 17세기부터 1960년대까지 헌팅돈셔의 힌칭브룩 하우스도 소유하고 있다. 부가적인 칭호인 힌칭브룩 자작은 여기서 유래한다. 백작가의 몇 가지 역사적 문서와 힌칭브룩의 재산은 헌팅던의 공문서관인 캠브리지셔 아카이브 앤 로컬 스터디즈(Cambridgeshire Archives and Local Studies)가 소유하고 있다.

## 계보
- 제1대 샌드위치 백작 에드워드 몬태규 (Edward Montagu, 1625년 - 1672년)
- 제2대 샌드위치 백작 에드워드 몬태규 (Edward Montagu, 1644년 - 1689년) - 선대의 아들
- 제3대 샌드위치 백작 에드워드 몬태규 (Edward Montagu 1670년 - 1729년) - 선대의 아들
- 제4대 샌드위치 백작 존 몬태규 (John Montagu 1718년 - 1792년) - 선대의 손자
- 제5대 샌드위치 백작 존 몬태규 (John Montagu 1744년 - 1814년) - 선대의 아들
- 제6대 샌드위치 백작 조지 존 몬태규 (George John Montagu 1773년 - 1818년) - 선대의 아들
- 제7대 샌드위치 백작 존 윌리엄 몬태규 (John William Montagu 1811년 - 1884년) - 선대의 아들
- 제8대 샌드위치 백작 에드워드 조지 헨리 몬테규 (Edward George Henry Montagu 1839년 - 1916년) - 선대의 아들
- 제9대 샌드위치 백작 조지 찰스 몬태규 (George Charles Montagu 1874년 - 1962년) - 선대의 조카
- 제10대 샌드위치 백작 (알렉산더) · 빅터 에드워드 포울릿 몬태규((Alexander) Victor Edward Paulet Montagu 1906년 - 1995년) - 선대의 아들. 1964년에 기사 작위 일대 포기
- 제11대 샌드위치 백작 존 에드워드 홀리스터 · 몬태규 (John Edward Hollister Montagu 1943년 -) - 선대의 아들
  - 법정추정상속인은 현 당주의 아들 힌칭브룩 자작 (의례적 칭호) 루크 티모시 찰스 몬태규 (Luke Timothy Charles Montagu 1969년 -)이다.

## 참고자료
- Kidd, Charles; Williamson, David (1990). 《Debrett's Peerage and Baronetage》. London and New York: St Martin's Press.
- Mosley, Charles (2003). 《Burke's Peerage and Baronetage》 107판. ISBN 0-9711966-2-1.
- https://web.archive.org/web/20080501225034/http://www.leighrayment.com/
- Lundy, Darryl. “The British peerage”.